# Ramon Escaler i Ullastre
Ramon Escaler i Ullastre (Torelló, 1862 – Sant Gervasi de Cassoles, 19 de juliol de 1893) fou un dibuixant i comediògraf català.
Col·laborador en els quaderns humorístics Fullaraca, La Roja, La Honorata, Barcelona Cómica i altres publicacions de Barcelona i Madrid. Fou el primer director artístic de La Tomasa (1888). Va estrenar al Teatre Romea de Barcelona el drama Al peu de la creu (1892) i escriví diversos monòlegs humorístics.
Se'l considera com uns dels pioners a Espanya de l'ús d'unes rudimentàries Bafarades en les seves vinyetes.

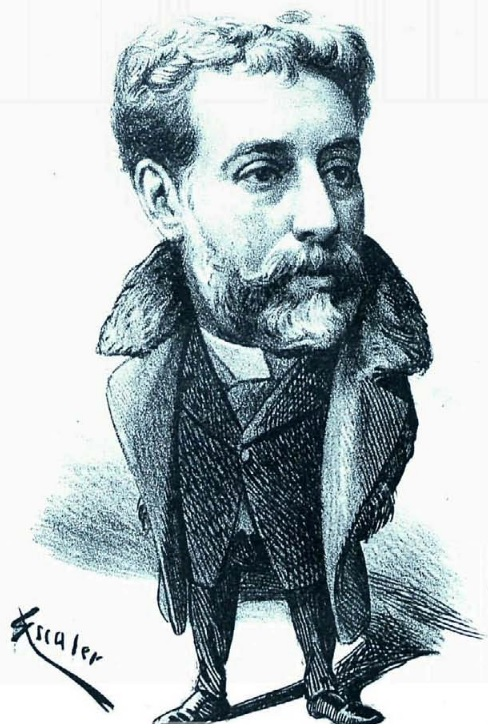
Antoni Ferrer i Codina
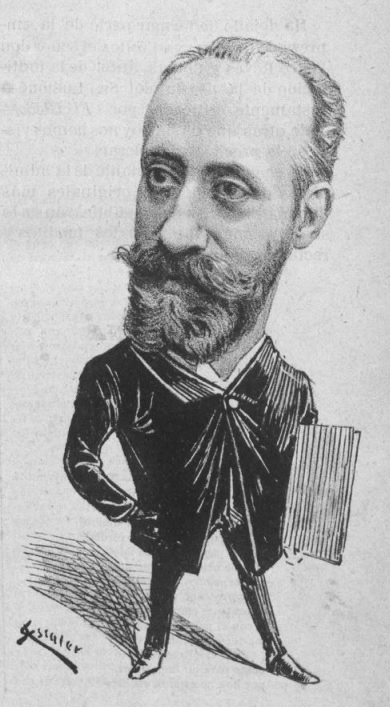
Apel·les Mestres
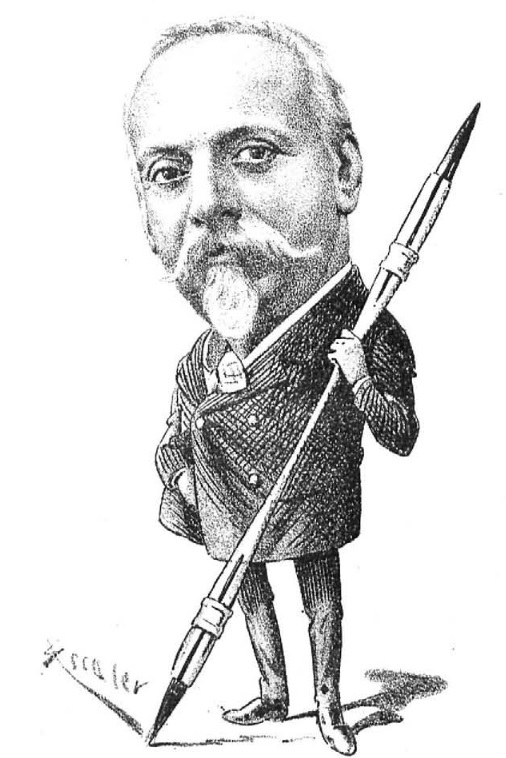
Eusebi Planas
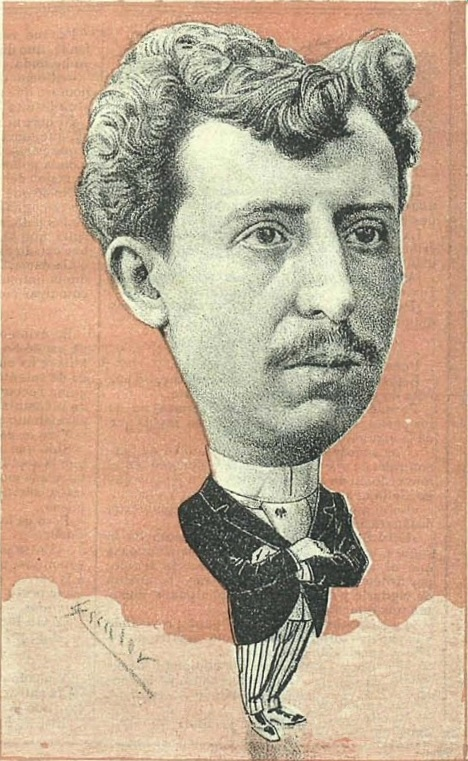
Josep Maria Pous
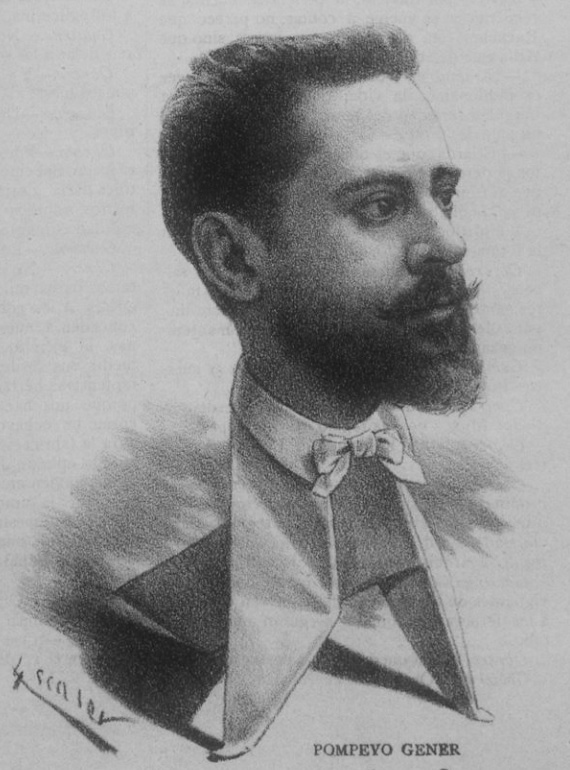
Pompeu Gener
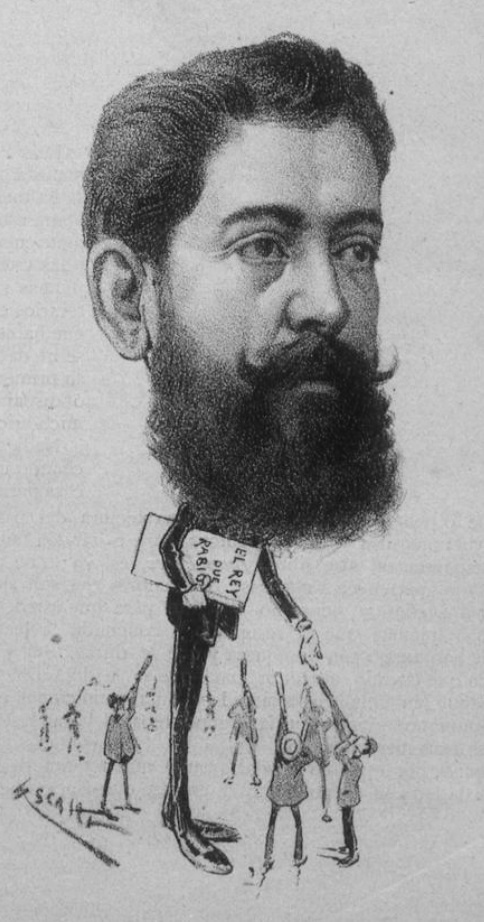
Vital Aza